# Opération Lune
Pour plus de détails, voir Fiche technique et Distribution.
Opération Lune est un canular sous forme de documentaire réalisé par William Karel en 2002. Ce faux documentaire est diffusé pour la première fois sur la chaîne de télévision Arte le 16 octobre 2002 dans le cadre des Mercredis de l'histoire. Le film remporte le prix Adolf-Grimme en 2003.

## Synopsis
La présentation officielle de ce film est la suivante : 

« Un documentaire d'intrigue, subtil mélange de faits réels, de fiction et d'hypothèses autour d'un événement qui marqua le XXe siècle : la course à la Lune. Richard Nixon était-il prêt à tout pour assurer la suprématie des États-Unis dans la conquête de l'espace ? Y a-t-il vraiment eu des « retransmissions en direct » de la Lune ? Quels liens Stanley Kubrick entretenait-il avec la Nasa ? Construit autour de réelles interviews d'Henry Kissinger, Donald Rumsfeld ou Buzz Aldrin, ce film jette le trouble et nous rappelle le pouvoir des images et leur possible manipulation. »

En toile de fond, William Karel imagine non pas qu'on ne soit pas allé sur la Lune, mais que l'administration américaine ait voulu se couvrir d'un éventuel échec de la mission Apollo 11 en réalisant en studio, avec l'aide de Stanley Kubrick, des images des premiers pas de l'Homme sur la Lune.
William Karel indique avoir choisi ce sujet parce qu'« [il] se prêtait bien au propos : cela fait trente ans qu'il y a débat sur la réalité de ces images. Godard le premier est passé au journal de TF1 en disant : « Ce direct est un faux ». Et ces doutes sont étayés par des faits réels : Aldrin est devenu alcoolique, Nixon n'a pas assisté au lancement de la fusée, les astronautes ont fait des dizaines de milliers de kilomètres pour rester seulement trois heures sur la Lune… Nous trouvions donc que c'était un sujet assez drôle. »

« L'idée était de détourner des entretiens, et nous n'avons mis aucun des témoins dans la confidence, ni les gens de la NASA, ni Aldrin, ni la femme de Kubrick, ni le frère de celle-ci. […] En détournant leurs témoignages, il suffisait d'avoir un « faux » témoin, en l'occurrence la secrétaire de Nixon, pour faire le lien et rendre l'histoire crédible. Aux « vrais » témoins, nous disions que nous faisions un film sur Kubrick, sur son film, sur la Lune ou sur la NASA, et nous leur posions des questions un peu vagues… »

— William Karel

## Distribution
- Buzz Aldrin
- Vernon Walters
- Richard Helms
- Henry Kissinger
- Alexander Haig
- Donald Rumsfeld
- Lawrence Eagleburger
- Christiane Kubrick
- Jan Harlan
- David Scott
- Jeffrey A. Hoffman
- Farouk El-Baz

## Analyse

### Clins d'œil
Ce documenteur polémique est parsemé d'anecdotes proposant au spectateur plusieurs niveaux de lecture balisées de références historiques, cinématographiques et culturelles.
- Un ancien agent de la CIA est nommé Ambrose Chapel en référence à L'Homme qui en savait trop de Hitchcock ; selon ce témoin, le preneur de son du bidonnage, Andy Rogers, est mort brûlé vif dans un accident de voiture. Les images présentées à l'appui de son propos sont celles d'une bande de pères Noël entourant un homme étendu sur le sol. Selon ce même témoin, l'assistant Jim Crow se serait noyé dans sa piscine (à l'image, un chien est lancé dans un lac, comme s'il s'agissait de reproduire la scène avec de petits moyens), etc.
- Le décorateur Bob Stein – qui « ne croyait pas en Dieu et avait du mal à croire en sa propre existence » (sic) – voit sa vie racontée par un rabbin nommé W. A. Koenigsberg, en référence au véritable nom de Woody Allen, qui l'aurait protégé dans une yeshiva de Brooklyn pendant dix ans. Selon le rabbin, Bob Stein « ne travaillait plus. Il pointait aux Hassidiques » (on y verra un jeu de mots savoureux entre le mouvement religieux du même nom et les indemnités chômage d'alors, les ASSEDIC).
- D'autres témoins ou acteurs portent des noms bigarrés : George Kaplan est le nom du personnage principal de La Mort aux trousses de Hitchcock (on entend également la musique de ce film) ; Jack Torrance fait écho à Shining (1980) ; David Bowman à 2001, l'Odyssée de l'espace (1968) ; Dimitri Muffley à Docteur Folamour (1964) ; Eve Kendall à La Mort aux trousses (1959) ; Maria Vargas à La Comtesse aux pieds nus (1954) ; W. A. Koenigsberg au patronyme réel de Woody Allen et à ses initiales (W. A.).
- Vers 42:32, on entend en fond sonore les invectives en anglais que le Sergent Hartman hurle à ses recrues dans le film Full Metal Jacket.

### Trucages
Le documentaire utilise peu de trucages visuels : 
- En 35:00, la photo montrant un portrait de Kubrick sur le sol lunaire est un montage ;
- la notice nécrologique du général Vernon Walters présentée à l'écran contient des éléments ajoutés. Au lieu de « La dernière apparition publique connue du général Walters avait eu lieu dans un documentaire de la télévision française, dans lequel il parlait de l'implication de la Maison blanche dans le programme Apollo à la fin des années 1960. Le producteur et le réalisateur ont témoigné que Walters était en parfaite forme. », l'article du New York Herald Tribune dit : « “C'était notre James Bond, il nous faisait entrer et sortir en secret, en nous donnant même des noms de code”, témoigne Winston Lord, l'ancien président du Council on Foreign Relations qui a accompagné M. Kissinger aux pourparlers secrets avec les Vietnamiens. »[5]
- le sous-titrage volontairement trompeur des images tirées des documentaires Australie, la route de Tanami (Arnaud Mansir, Hervé Rébillon, 1999), L'archipel aux savants (Laurence Graffin, 1997), Philippine : la vallée des rizières éternelles (Patrick Boitet, Jacques Massart, 1994), Cambodge : Païlin, le refuge des criminels (Hubert Dubois, 1999), Chine : union furtive (Fang Wui Wang, 2000) et Laos : les montagnards de l'opium (Éric Pierrot, 1997).

### Montage
Pour sa narration, le film utilise quatre types d'éléments :
- des interviews originales. Pour Christiane Kubrick, la veuve de Kubrick, et pour son beau-frère, Jan Harlan, le réalisateur a prétendu réaliser un documentaire sur Kubrick, et sur son film 2001, l'Odyssée de l'espace, tout en posant intentionnellement des questions vagues. Pour Vernon Walters (filmé à l'hôtel de Crillon[6]), Buzz Aldrin, l'épouse de Buzz Aldrin, et pour certains membres du personnel de la NASA, le réalisateur a utilisé le même prétexte.
- des images récupérées d'un tournage précédent du réalisateur, en particulier du documentaire Les Hommes de la Maison Blanche sur le Watergate[7]. Donald Rumsfeld, Henry Kissinger, Alexander Haig, Lawrence Eagleburger, et Richard Helms, le directeur de la CIA, n'ont donc jamais su qu'ils figureraient au générique d'Opération Lune, et « n'ont même jamais été dans la même pièce »[6]. Le réalisateur a utilisé des images déjà tournées et a tronqué des passages afin d'aller dans le sens du canular.
- des images fictionnelles, interprétées par des acteurs professionnels. La plupart de ces témoins fictifs portent des noms de personnages tirés des films de Kubrick et Hitchcock. Par exemple, un astronaute est nommé David Bowman (comme dans 2001, l'Odyssée de l'espace), un producteur de film est appelé Jack Torrance (comme dans Shining), et la secrétaire de Nixon est appelée Ève Kendall (comme dans La Mort aux trousses).
- des images tirées de documentaires cités dans le générique de fin mais sous-titrées de manière volontairement trompeuse.